# Square Albert-Bartholomé
Le square Albert-Bartholomé est une voie du 15e arrondissement de Paris, en France.

## Situation et accès
Le square Albert-Bartholomé est une voie privée située dans le 15e arrondissement de Paris. Il débute  avenue Albert-Bartholomé et se termine en impasse.

## Origine du nom

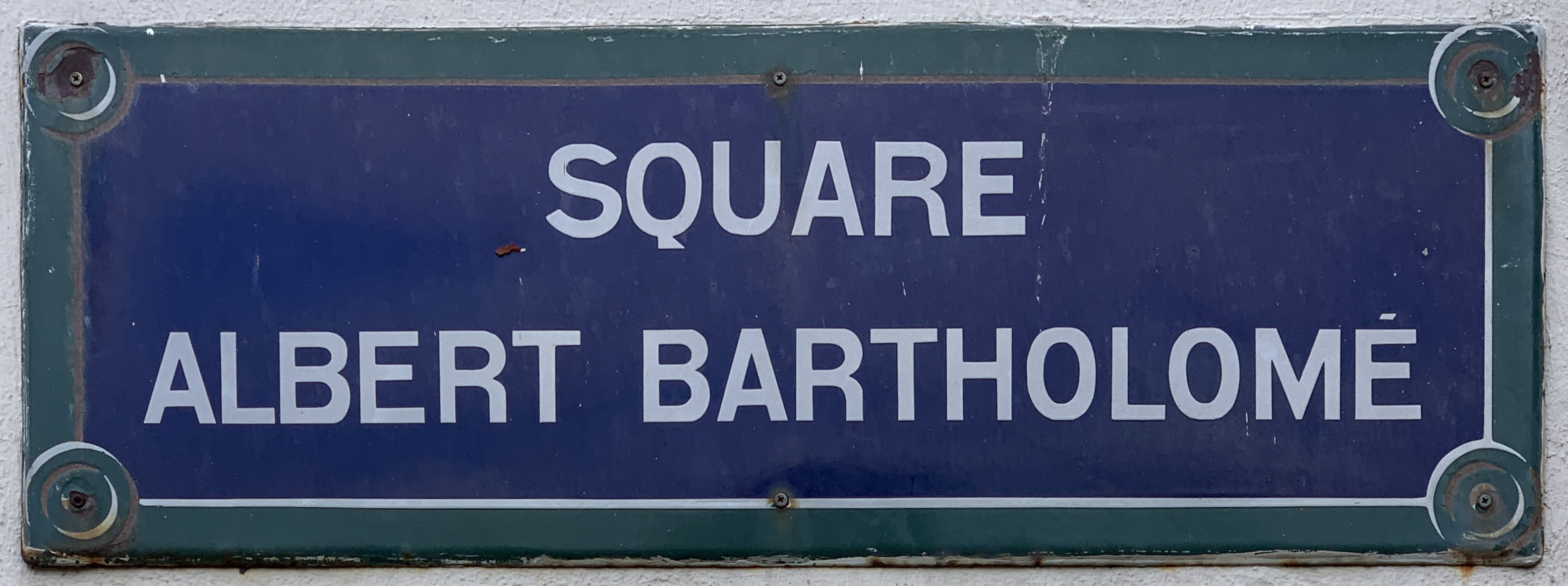
Plaque du square.

Il porte ce nom en raison de la proximité de l'avenue Albert-Bartholomé qui honore l'artiste peintre et sculpteur français Albert Bartholomé (1848-1928).

## Historique
Cette voie est ouverte, par la SAGI, sous sa dénomination actuelle par décret préfectoral du 3 février 1956.